# Вольфеншиссен
Вольфеншиссен (нем. Wolfenschiessen) — коммуна в Швейцарии, в кантоне Нидвальден. 
Население составляет 1982 человека (на 31 декабря 2006 года). Официальный код  —  1511.